# West Haverstraw
West Haverstraw és una població dels Estats Units a l'estat de Nova York. Segons el cens del 2000 tenia 10.295 habitants.

## Demografia
Segons el cens del 2000, West Haverstraw tenia 10.295 habitants, 3.542 habitatges, i 2.521 famílies. La densitat de població era de 2.581,1 habitants per km².
Dels 3.542 habitatges en un 37,2% hi vivien nens de menys de 18 anys, en un 52,1% hi vivien parelles casades, en un 14,6% dones solteres, i en un 28,8% no eren unitats familiars. En el 24,2% dels habitatges hi vivien persones soles l'11,2% de les quals corresponia a persones de 65 anys o més que vivien soles. El nombre mitjà de persones vivint en cada habitatge era de 2,87 i el nombre mitjà de persones que vivien en cada família era de 3,45.
Per edats la població es repartia de la següent manera: un 27,4% tenia menys de 18 anys, un 7,8% entre 18 i 24, un 32,2% entre 25 i 44, un 20,7% de 45 a 60 i un 11,9% 65 anys o més.
L'edat mediana era de 35 anys. Per cada 100 dones de 18 o més anys hi havia 86,3 homes.
La renda mediana per habitatge era de 48.420 $ i la renda mediana per família de 55.964 $. Els homes tenien una renda mediana de 37.532 $ mentre que les dones 29.333 $. La renda per capita de la població era de 19.879 $. Entorn del 7,9% de les famílies i el 10,6% de la població estaven per davall del llindar de pobresa.